# دوون هال
دوون هال (انگلیسی: Devon Hall؛ زادهٔ ۷ ژوئیهٔ ۱۹۹۵) بازیکن بسکتبال اهل ایالات متحده آمریکا است.

## حرفه
از باشگاه‌هایی که در آن بازی کرده‌است می‌توان به اکلاهما سیتی تاندر اشاره کرد.